# Oostaziatische watersalamanders
Oostaziatische watersalamanders (Cynops) zijn een geslacht van salamanders uit de familie echte salamanders (Salamandridae). De groep werd voor het eerst wetenschappelijk beschreven door Johann Jakob von Tschudi in 1838.

## Verspreiding en leefgebied
Alle soorten komen voor in delen van Azië en leven in de landen China en Japan.

## Taxonomie
Er zijn twee verschillende soorten, vroeger was het soortenaantal aanzienlijk groter maar veel voormalige soorten zijn in andere geslachten geplaatst.
Geslacht Cynops
- Soort Cynops ensicauda – Zwaardstaartsalamander
- Soort Cynops pyrrhogaster – Vuurbuiksalamander